# Eupithecia leucenthesis
Eupithecia leucenthesis är en fjärilsart som beskrevs av Louis Beethoven Prout 1926. Eupithecia leucenthesis ingår i släktet Eupithecia och familjen mätare. Inga underarter finns listade i Catalogue of Life.